# Grand Prix d'Ouverture La Marseillaise 2011
Il Grand Prix d'Ouverture La Marseillaise 2011, trentaduesima edizione della corsa, valevole come evento dell'UCI Europe Tour 2011 e come prima prova della Coppa di Francia categoria 1.1, si svolse il 30 gennaio 2011 su un percorso di 139,7 km, con partenza da Allauch e arrivo a Marsiglia, in Francia. La vittoria fu appannaggio del francese Jérémy Roy, che completò il percorso in 3h30'55", alla media di 39,740 km/h, precedendo i connazionali Sylvain Georges e Romain Feillu.
Sul traguardo di Marsiglia 127 ciclisti, su 135 partiti da Allauch, portarono a termine la competizione.

## Percorso
Il percorso è abbastanza difficile, presenta diverse asperità. È un percorso adatto agli scattisti, in grado di anticipare la volata sorprendendo il gruppo sull'ultima salita ed evitando il ritorno dei velocisti nella discesa che porta al velodromo di Marsiglia.

## Squadre e corridori partecipanti
| N.    | Cod. | Squadra                      |
| ----- | ---- | ---------------------------- |
| 1-8   | SAU  | Saur-Sojasun                 |
| 11-18 | AUB  | Big Mat-Auber 93             |
| 21-28 | RLM  | Roubaix-Lille Métropole      |
| 31-38 | TSV  | Topsport Vlaanderen-Mercator |
| 41-48 | LAN  | Landbouwkrediet              |
| 51-58 | FDJ  | FDJ                          |
| 61-68 | KAT  | Katusha Team                 |
| 71-78 | VCD  | Vacansoleil-DCM              |

| N.      | Cod. | Squadra                      |
| ------- | ---- | ---------------------------- |
| 81-88   | BSC  | Bretagne-Schuller            |
| 91-98   | ALM  | AG2R La Mondiale             |
| 101-108 | TT1  | Team Type 1                  |
| 111-108 | EUC  | Team Europcar                |
| 121-128 | SKT  | An Post-Sean Kelly Team      |
| 131-138 | COF  | Cofidis                      |
| 141-148 | VWA  | Veranda's Willems-Accent     |
| 151-158 | LPM  | Vélo Club La Pomme Marseille |

## Resoconto degli eventi
Dopo 10 minuti di corsa partono in fuga Jérémy Roy, Sylvain Georges e Julien Gay. Parte il forcing della Vacansoleil che spezza la corsa, ma davanti i fuggitivi continuano ad accelerare. Si arriva al Petit-Galibier e all'Espigoulier dove il distacco viene dimezzato. Nella discesa dello stesso colle viene decisa la corsa: il gruppo decide di non accelerare mentre Roy e Georges continuano ad andare forte. Roy attacca dopo circa 20 km, e questo affondo risulterà decisivo. Roy si aggiudica la corsa davanti a Georges che per pochi secondi non si fa superare da Romain Feillu, vincitore della volata di gruppo.

## Ordine d'arrivo (Top 10)
| Pos. | Corridore         | Squadra     | Tempo    |
| ---- | ----------------- | ----------- | -------- |
| 1    | Jérémy Roy        | FDJ         | 3h30'55" |
| 2    | Sylvain Georges   | BigMat      | a 2'38"  |
| 3    | Romain Feillu     | Vacansoleil | a 2'43"  |
| 4    | Jure Kocjan       | Type 1      | s.t.     |
| 5    | Arthur Vichot     | FDJ         | s.t.     |
| 6    | Cyril Gautier     | Europcar    | s.t.     |
| 7    | Riccardo Riccò    | Vacansoleil | s.t.     |
| 8    | Cédric Pineau     | FDJ         | s.t.     |
| 9    | Julien Antomarchi | VC La Pom.  | s.t.     |
| 10   | Julien El Fares   | Cofidis     | s.t.     |